# Vuurjuffers
De vuurjuffers (Pyrrhosoma) zijn een geslacht van libellen (Odonata) uit de familie van de waterjuffers (Coenagrionidae).

## Soorten
- Pyrrhosoma elisabethae Schmidt, 1948 – Griekse vuurjuffer
- Pyrrhosoma nymphula (Sulzer, 1776) – Vuurjuffer